# Allocosa mutilata
Allocosa mutilata là một loài nhện trong họ wolfspinnen (Lycosidae).
Loài này thuộc chi Allocosa. Allocosa mutilata được Cândido Firmino de Mello-Leitão miêu tả năm 1937.